# 1163
1163 (MCLXIII) fue un año común comenzado en martes del calendario juliano.

## Acontecimientos
- Se inició la construcción de la catedral de Notre Dame (París) en Francia.
- Se fundó la abadía de Saint-Germain-des-Prés en París.
- Fundación de la villa ducal de Montblanch, Cataluña (España).
- 21 de diciembre: la inundación de Santo Tomás golpea especialmente a Holanda. A lo largo de este año hubo varias inundaciones ―que terminaron rompiendo los diques a lo largo del río Mosa―, pero esta fue la peor. Se empantana la desembocadura del viejo río Rin (en Katwijk), que ya no llega al mar del Norte. Los pólderes neerlandeses quedan bajo agua. Sin previo aviso, en el año 1165 el conde Floris III hará represar el río Rin en Zwammerdam. Utrecht quedará inundada, lo que generará una breve guerra entre Utrecht y Holanda. Alrededor del año 1200, se excavará un nuevo drenaje a través del Haarlemmermeer en el norte, que resolverá el problema del agua.

### América
- Los mexicas salen de Tula (Hidalgo, México) según el códice Boturini.

## Fallecimientos
- Constanza de Antioquía, princesa de Antioquía.